# 西方主義
西方主義（Occidentalism）論述非西方人對西方世界（歐洲、美國、澳洲）的偏見以及去人性化（dehumanizing）的理解。陳小眉的書《西方主義：後毛澤東時代的話語政治》(Occidentalism: A Theory of Counter-Discourse in Post-Mao China(1995))與伊恩·布鲁玛和阿維賽·馬格利特合著的書《西方主義：在敵人眼中的西方》（Occidentalism: the West in the Eyes of its Enemies (2004)）令西方主義開始普及。薩義德的東方主義論及西方人對東方世界的偏見，西方主義則為它的反向論述。
此前的一些書籍有提及西方主義，但並沒有上面所述的含意。